# Русуцу

42°44′15″ пн. ш. 140°52′32″ сх. д. / 42.73750° пн. ш. 140.87556° сх. д.
Русу́цу (яп. 留寿都村, るすつむら, МФА: [ɾusu̥t͡su t͡ɕoː]) — село в Японії, в повіті Абута округу Сірібесі префектури Хоккайдо. Станом на 1 жовтня 2008 року площа села становила 119,92 км². Станом на 31 березня 2017 населення села становило 1936 осіб.